# Brooke Norton-Cuffy
Brooke Dion Nelson Norton-Cuffy (* 12. Januar 2004 in Pimlico) ist ein englischer Fußballspieler. Der Verteidiger steht aktuell beim CFC Genua unter Vertrag.

## Karriere

### Verein
Norton-Cuffy begann beim FC Chelsea mit dem Fußballspielen, ehe er im Alter von 12 Jahren in die Jugendakademie des FC Arsenal wechselte. Bei Arsenal unterschrieb er am 21. Januar 2021 seinen ersten Profivertrag. Im Januar 2022 wurde er bis zum Ende der Saison 2021/22 an den Drittligisten Lincoln City verliehen.
Für die Saison 2022/23 wurde Norton-Cuffy an Rotherham United verliehen. Bereits im Januar 2023 kehrte er zu Arsenal zurück und wurde an Coventry City weiterverliehen. Die Spielzeit 2023/24 verbrachte Norton-Cuffy ebenfalls auf Leihbasis in der EFL Championship, diesmal beim FC Millwall.
Zur Saison 2024/25 verließ er den FC Arsenal und unterschrieb einen Vertrag beim CFC Genua in der italienischen Serie A.

### Nationalmannschaft
Norton-Cuffy kam in verschiedenen englischen Nachwuchsnationalmannschaften zum Einsatz. 
In der englischen U19-Auswahl gab er am 23. März 2022 beim 3:1-Sieg im Qualifikationsspiel zur U-19-Europameisterschaft 2022 gegen Irland sein Debüt. Nach der erfolgreichen Qualifikation wurde Norton-Cuffy in den Kader der englischen U19-Auswahl für die Endrunde der Europameisterschaft 2022 in der Slowakei berufen. Im Finale, das England mit 3:1 nach Verlängerung gegen Israel gewann, wurde er in der 73. Spielminute für Daniel Oyegoke eingewechselt.
Am 22. März 2023 gab Norton-Cuffy beim 2:0-Sieg gegen Deutschland sein Debüt in der englischen U20-Nationalmannschaft. Er wurde für die zwei Monate später stattfindende Weltmeisterschaft in Argentinien nominiert, konnte aber aufgrund der Teilnahme von Coventry City an den Playoff-Spielen der EFL Championship 2023 erst im Achtelfinale in das Turnier eingreifen. Dort unterlagen die Engländer Italien mit 1:2 und schieden aus.
Sein erstes Spiel für die englische U21-Nationalmannschaft bestritt Norton-Cuffy am 16. Oktober 2023 beim 3:2-Sieg im Qualifikationsspiel zur U-21-Europameisterschaft 2025 gegen die Ukraine. Nach der erfolgreichen Qualifikation für das Turnier in der Slowakei wurde er von Trainer Lee Carsley in das englische Aufgebot berufen.

## Titel
- U21-Europameister: 2025
- U19-Europameister: 2022